# Mairie de Bilbao

Logo de la mairie de Bilbao.

La Mairie de Bilbao (en basque : Bilboko Udala, en espagnol : Ayuntamiento de Bilbao) est l'institution chargée de régir la ville de Bilbao, en Biscaye (Espagne). Il est composé d'un organe exécutif municipal et d'une Séance plénière municipale avec des fonctions législatives. Pour le premier est composé par le maire et la dénommée Assemblée de Gouvernement de la ville de Bilbao. Cette Assemblée « collabore de manière associée dans la fonction de direction politique et qui correspond aux fonctions exécutives et administratives du maire que lui attribuent les lois ». Le nombre des membres de l'Assemblée ne peut pas dépasser le tiers des membres de la Séance plénière - composé d'un maximum de neuf personnes et dont le maire peut les nommer et les séparer librement.

## Administration municipale
Ses composantes sont choisies tous les quatre ans par suffrage universel. Le recensement électoral est composé de tous les résidents à Bilbao, âgés de 18 ans ainsi que des ressortissants espagnols et autres pays membres de l'Union européenne. Selon les dispositions de la Loi du Régime Électoral Général, qui établit le nombre de conseillers municipaux éligibles en fonction de la population de la commune, le Conseil Municipal de Bilbao est composé de 29 conseillers municipaux.
Pour leur part, la Séance plénière Municipale est « l'organe de représentation politique la plus élevée de la citoyenneté dans le gouvernement municipal, étant formé comme organe de débat et d'adoption des grandes décisions stratégiques à travers l'approbation des règlements de nature organique et d'autres normes générales, des budgets municipaux, des plans d'aménagement urbain, des formes de gestion des services, et contrôle des organes de gouvernement ». La Séance plénière est composée de 29 élus où le maire est le président, bien qu'il puisse déléguer cette présidence.
Les conseillers municipaux de la Séance plénière municipale sont constitués dans des partis politiques, lesquels sont répartis de la manière suivante : 
- Parti Nationaliste Basque, 15 élus plus le maire ;
- Parti Populaire, 6 ;
- Bildu, 4 sièges ;
- Parti Socialiste Ouvrier Espagnol, 4.

La Séance plénière Municipale a réélu Iñaki Azkuna en tant que maire de Bilbao, du Parti Nationaliste Basque (PNV), charge qu'il exerce depuis 1999, après ses réélections en 2003 et 2007.
Un rapport de Transparence Internationale effectué en 2008 a indiqué à la mairie de la ville comme la « plus transparente » d'Espagne en matière de communication institutionnelle, de relations aux citoyens, contrats de services, travaux publics et économie,.

## Histoire
L'actuelle est la quatrième Maison Consistoriale de Bilbao depuis sa fondation en 1300. La première a été édifiée face à l'église de San Antón en 1535. Toutefois, elle a été détruite par les inondations en 1553. En 1560 on a entamé les travaux de la deuxième, construite dans le même emplacement que la précédente et avec les mêmes matériaux recyclés. Celle-ci a en outre compté un alhóndiga, un poids public et une salle d'armes et munitions. En 1593 il a été aussi détruit par une crue, raison pour laquelle les autorités ont recouru à des lieux privés et ecclésiastiques jusqu'à ce qu'au XVIIe siècle on ait finalement construit le troisième bâtiment. Toutefois, le processus d'industrialisation qui a été mené à bien à Bilbao dans la seconde moitié du XIXe siècle a fait que la ville a dû être dotée de nouvelles infrastructures. De la même manière, la nécessité de dépasser les limites du Casco Viejo a été évidente.
Dans le lot où se dresse aujourd'hui la maison Consistoriale il existait le Couvent de San Agustín, celui qui se trouvait dans des ruines après la Première Guerre carliste. les travaux ont commencé en 1883 et ont duré pendant neuf ans. C'est l'architecte municipal Joaquín Rucoba qui a été chargé de la construction, celui qui a aussi conçu d'autres importants bâtiments de Bilbao, comme le Théâtre d'Arriaga ou La Alhóndiga Municipal de Bilbao. Il a été inauguré dimanche 17 avril 1892 avec un banquet auquel ont assisté alors, entre autres, le maire de la ville, Gregorio de la Revilla et le maire sous lequel on avait démarré les travaux, Eduardo Victoria de Lecea. Ils avaient précédemment tenu un dernier conseil dans la Maison Consistoriale précédente pour ensuite aller à pied jusqu'au nouveau bâtiment.
En juillet 2008, ont commencé les travaux d'extension du siège de la mairie. On construira un autre bâtiment de deux volumes et façades vitrées unis par un corps central juste derrière la Maison Consistoriale. On espère que les travaux soient prolongés de trois ans,. Avec ce nouveau bâtiment on pense concentrer dans un premier temps les secteurs Urbanisme, Travaux et Services, Circulation et Transports et Intervention Stratégique et Stationnements.

## Voir également
- Bilbao